# Сурака ибн Малик
Сурака ибн Малик (ум. 645) — сподвижник пророка Мухаммада.

## Биография
Происходил из племени Мудлидж. Обладал высоким ростом, мощным телосложением, ловкостью и сноровкой, был отличным наездником и прекрасным следопытом.
Прославился при переселении пророка Мухаммада в Медину, когда курайшиты объявили всем племенам в окрестностях Мекки, что готовы отдать 100 верблюдов тому, кто сумеет доставить к ним Мухаммада живого или мертвого. Сурака решил заполучить награду и отправился на поиски Мухаммада. Проскакав по пустыне значительное расстояние, конь Сураки начал спотыкаться. Решив уже вернуться, Сурака увидел Пророка с 2 спутниками (Абу Бакром и Амиром ибн Фухайром), хотел пустить в него стрелу, но его рука беспомощно застыла на месте; он увидел, что ноги его коня стали погружаться в песок. Тогда Сурака обратился к Пророку, попросил освободить его коня и пообещал прекратить погоню. Пророк воззвал к Аллаху, и ноги коня чудесным образом освободились из песка. Но Сурака вспомнил об обещанной награде и опять стал преследовать Пророка; и вновь ноги его коня застряли в песке, и снова Сурака пришлось просить Мухаммада сжалиться над ним. Пророк с помощью Аллаха освободил коня, приказав Сураке вернуться и остановить других преследователей.
На прощание Пророк сказал, что если Сурака исполнит приказ, то получит в награду бесценные браслеты персидского шаха Хосрова (в тот момент это обещание казалось невыполнимым). По просьбе Сураки Мухаммад дал ему обещание принять его при первой возможности, — Абу Бакр записал это обещание на костяной пластинке и отдал её Сураке. Сурака объявил преследователям, что тщательно прочесал местность, но никаких следов Мухаммада и его спутников не обнаружил, и рассказал о встрече с ними только после известия о том, что Пророк доехал до Медины.
После завоевания мусульманами Мекки Сурака пришел с той костяной грамотой к Пророку и объявил о принятии ислама. Когда после победы над Ираном в Медину были перевезены сокровища из шахского дворца, халиф Умар, увидев среди трофеев браслеты изумительной работы, вспомнил об истории с Суракой, вызвал его, одел в персидские царские одежды, водрузил ему на голову корону шахов и отдал браслеты, обещанные Сураке пророком Мухаммадом.